# Cerovac (gmina Smederevska Palanka)
Cerovac (cyr. Церовац) – wieś w Serbii, w okręgu podunajskim, w gminie Smederevska Palanka. W 2011 roku liczyła 1003 mieszkańców.